# بوبي بوث
بوبي بوث (بالإنجليزية: Bobby Booth)‏ (20 ديسمبر 1890 في المملكة المتحدة - ) هو لاعب كرة قدم بريطاني (وحمل سابقاً جنسية المملكة المتحدة لبريطانيا العظمى وأيرلندا) في مركز نصف الجناح. لعب مع برمنغهام سيتي وسوانزي سيتي ونادي بلاكبول ونادي ساوثيند يونايتد وNew Brighton A.F.C. ‏ وMerthyr Town F.C. ‏ وسبنيمور يونايتد ‏.